# Тернбулл, Дэвид (химик)
Дэвид Тернбулл (David Turnbull; 18 февраля 1915 г., Иллинойс — 28 апреля 2007 г., Кембридж, Массачусетс) — американский физикохимик и материаловед. Эмерит-профессор Гарвардского университета, член Национальной АН США (1968). Награждён медалью Франклина филадельфийского Института Франклина (1990), лауреат премии Японии (1986).
Степень доктора философии по физической химии получил в 1939 году в Иллинойсском университете в Урбане-Шампейне (научный руководитель T. E. Фиппс (T.E. Phipps)). С 1939 года в штате Кейсовского технологического института. С 1946 года работал в исследовательской лаборатории «Дженерал электрик», также с 1954 года адъюнкт-профессор Политехнического института Ренсселера. С 1962 года в Гарвардском университете, многолетний именной профессор (Gordon McKay Professor of Applied Physics), эмерит с 1985 года.
Член Американской академии искусств и наук (1968) и фелло Американского физического общества.
Награды
- Acta Metallurgica Gold medal (1979)
- Von Hippel Award[нем.] (1979)
- Премия Джеймса Макгруди за исследования в области новых материалов Американского физического общества (1983)
- AIME Hume-Rothery Award (1986)
- Премия Японии (1986)[3]
- Медаль Франклина филадельфийского Института Франклина (1990)

В 1992 году Materials Research Society учредило ежегодные David Turnbull Lectureship.